# 馬爾基夫卡

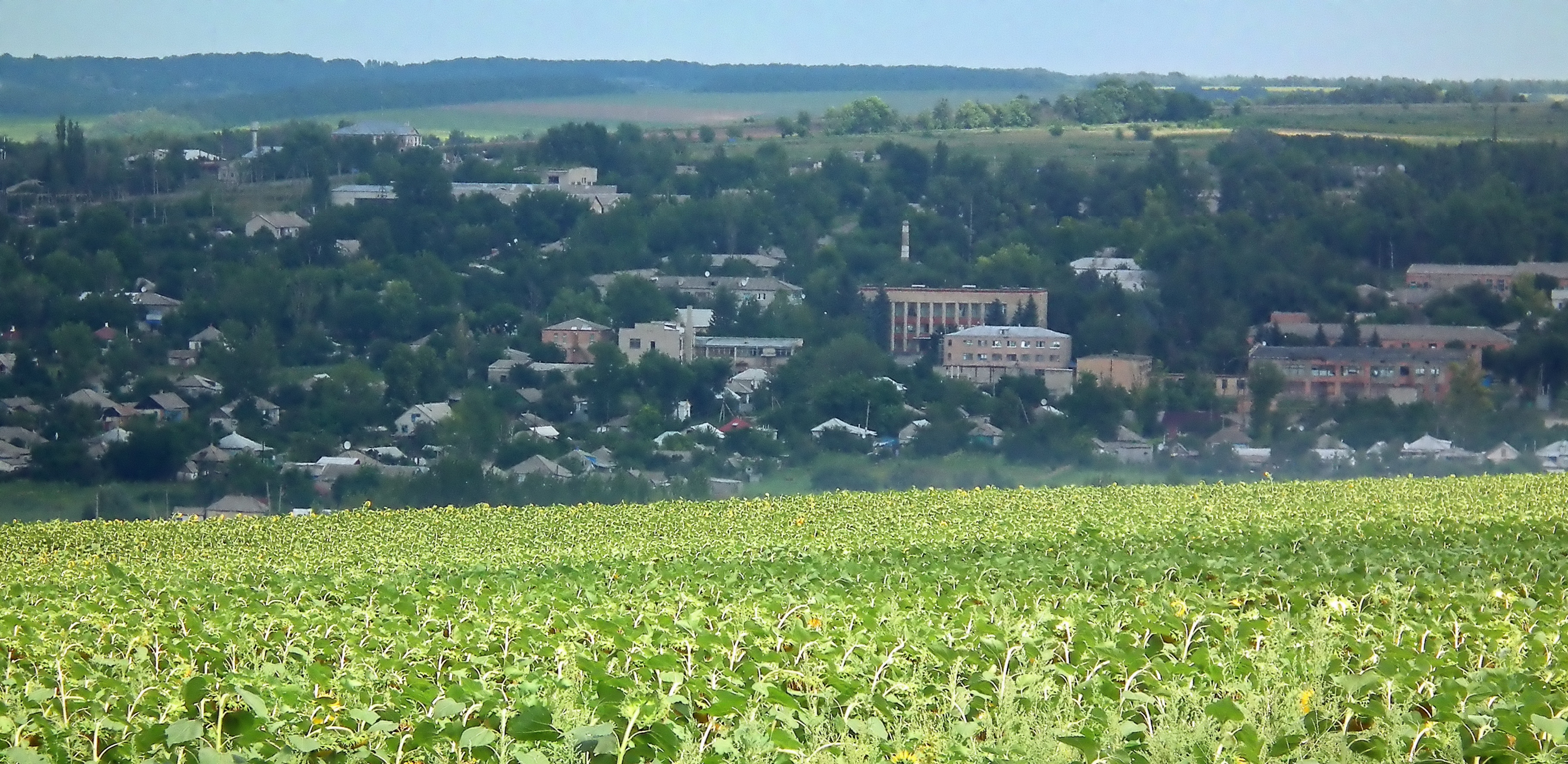
远眺市区

馬爾基夫卡（烏克蘭語：Марківка），或按俄语译为马尔科夫卡，是烏克蘭東部盧甘斯克州舊比利斯克區马尔基夫卡市镇内的市級鎮及其行政中心。面積15.88平方公里，2011年人口6,421，人口密度每平方公里404.3人。